# Tarasjtja
Tarasjtja  (ukrainsk: Тараща, tr. Tarasjtja) er en by i Bila Tsverka rajon i Kyiv oblast (region) i det centrale Ukraine. I 2021 havde byen 9.889 indbyggere.

## Historie
Tarasjtja er en historisk Kosakby. Den blev grundlagt, da området var under den endelige kontrol af Den polsk-litauiske realunion.
Indtil midten af det 20. århundrede havde byen et betydeligt jødisk samfund, da den var en shtetl. Byen blev besat af den tyske hær den 23. juli 1941.